# Ecografía endoscópica

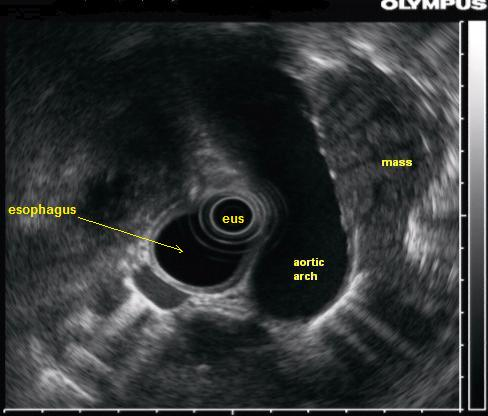
En esta ecografía endoscópica, se visualiza un cáncer de pulmón usando una sonda ultrasónica (EUS) insertada en el esófago

La ecografía endoscópica o ecoendoscopia es un procedimiento en el que se combina la técnica de endoscopia con el uso de ultrasonidos, obteniendo de esta forma imágenes de gran calidad de los órganos internos, sobre todo del esófago, estómago, páncreas y mediastino. Si se combina esta técnica con la ecografía Doppler, los vasos sanguíneos cercanos a estas estructuras también pueden ser evaluados.
La ecografía endoscópica se utiliza principalmente para evaluar los órganos del tracto digestivo superior y del sistema respiratorio. Puede ser realizado por gastroenterólogos o neumólogos. Para el paciente, este procedimiento se siente casi idéntico a la endoscopia convencional.

## Tracto digestivo

### Tracto digestivo superior
Para la realización de la ecografía endoscópica del tracto digestivo superior, se inserta una sonda en el esófago que luego pasa por el estómago y luego por el duodeno durante un procedimiento llamado esofagogastroduodenoscopia. Este procedimiento se realiza para la detección del cáncer de páncreas, cáncer de esófago y cáncer gástrico, así como tumores benignos del tracto gastrointestinal superior. Por otro lado, mediante la inserción de una aguja a través del revestimiento de los órganos a estudiar, permite la caracterización de la biopsia que se realizó en el tracto gastrointestinal superior. 
Es importante resaltar que la ecografía endoscópica se realiza con el paciente sedado. El endoscopio se introduce por la boca y avanza a través del esófago hacia el área que se desea estudiar. A medida que el endoscopio es insertado a través del tracto digestivo, se pueden observar órganos adyacentes al tracto gastrointestinal (hígado, páncreas, glándulas suprarrenales), para ver si son anormales, en caso de que se sospeche un cáncer, se puede hacer una biopsia por un proceso llamado aspiración con aguja fina.
Esta técnica tiene la ventaja de ser muy sensible para la detección de cáncer de páncreas pues tiene 90-95 % de sensibilidad, y es especialmente ventajosa para los pacientes que presentan masas o se presentan ictericia (coloración amarillenta de la piel).
La eco endoscopía también se puede utilizar en conjunto con la pancreatografía, donde la sonda o endoscopio con ultrasonido se utiliza para localizar los cálculos biliares que pueden haber migrado hacia el conducto biliar común. Este hecho puede provocar la obstrucción del drenaje que comparten el hígado y el páncreas (colédoco) que puede llevar a causar un gran dolor de espalda, ictericia y pancreatitis.

### Tracto digestivo inferior
La ecoendoscopia también se puede utilizar para obtener imágenes del recto y el colon, aunque estas aplicaciones son menos conocidas. Se utiliza principalmente apenas se diagnostica cáncer rectal o anal. Durante este procedimiento, se hace una aspiración con aguja fina donde se diagnosticó el cáncer. Otro uso de la esta endoscopia en el tracto digestivo inferior, es la evaluación de la integridad del esfínter anal, también se puede obtener una biopsia del páncreas e inclusive sirve para remover cálculos en la vesícula. 

## Tracto respiratorio
La ecografía endoscópica también puede ser utilizada para visualizar los ganglios linfáticos presentes en la cavidad torácica que rodean las vías respiratorias (bronquios), mediante la introducción de una sonda de ultrasonido endoscópico al esófago; esta técnica es muy útil para el diagnóstico de cáncer de pulmón. Otro método para realizar el ultrasonido de las vías respiratorias es, introducir la sonda endoscópica dentro de los propios bronquios, esta técnica es conocida como ecografía endobronquial.

## Aspectos técnicos
La calidad de la imagen producida es directamente proporcional a la frecuencia utilizada, por esta razón a medida que la frecuencia aumenta se produce una mejor imagen. Sin embargo, el ultrasonido de alta frecuencia no es tan fácil introducirlo al cuerpo humano, así como el ultrasonido de baja frecuencia. Sin embargo, el equipo de baja frecuencia no da una imagen clara de los órganos haciendo el examen más difícil.